# Holender tułacz
Latający Holender vel Holender tułacz (polska premiera opery we Lwowie miała miejsce 6 lutego 1902 r. jako Latający Holender lecz większość realizacji jako Holender Tułacz, niem. Der fliegende Holländer) – opera romantyczna Richarda Wagnera (muzyka i libretto), składająca się z trzech aktów. Jej prapremiera miała miejsce w Dreźnie 2 stycznia 1843 roku.

## Osoby
- Daland, norweski żeglarz - bas
- Senta, córka Dalanda - sopran
- Mary, piastunka Senty - alt
- Eryk, młody myśliwy zakochany w Sencie - tenor
- sternik statku Dalanda - tenor
- Holender - baryton
- marynarze statku Dalanda
- marynarze statku Holendra
- dziewczęta

## Treść
Akcja rozgrywa się około 1600 roku u wybrzeży Norwegii.

### Akt I
Statek żeglarza Dalanda przybija do portu u wybrzeży Norwegii, aby schronić się przed burzą. Marynarze schodzą pod pokład, by odpocząć, a sternik sam czuwa na pokładzie. Kiedy jednak dopada go sen, burza wybucha ze zdwojoną siłą. Z szalejących morskich fal wyłania się nagle tajemniczy czarny statek z czerwonymi żaglami i rzuca kotwicę obok statku Dalanda. Dowódca statku schodzi na ląd i opowiada w monologu Die Frist ist um o swoim przekleństwie, które jest karą za zuchwałość, i o setkach lat poszukiwań kobiety, której miłość wyzwoli go od cierpień. Przeklęty żeglarz stracił już nadzieję na znalezienie wiernej ukochanej.
Daland wdaje się w rozmowę z tajemniczym żeglarzem. Gdy dowiaduje się, iż poszukuje on żony, po obejrzeniu wielkich bogactw na statku Holendra, proponuje mu rękę swej córki - Senty. Zaprasza przeklętego żeglarza do siebie w gościnę.

### Akt II
Drugi akt rozgrywa się w domu Dalanda, gdzie Senta pracuje z prządkami i wpatrując się w obraz przedstawiający Holendra tułacza marzy, że kiedyś wybawi go od ciążącej na nim klątwy. Śpiewa balladę o tajemniczym żeglarzu i jego okręcie – Johohoe! Traff Ihr das Schiff. Tymczasem z wieścią o powrocie Dalanda przybywa do jej domu młody strzelec Eryk. Zakochany w Sencie bez wzajemności, słysząc jej słowa o pragnieniu uwolnienia tułacza, opowiada jej swój sen, w którym widział ją u boku tajemniczego żeglarza. W tej chwili w drzwiach staje Daland z niezwykłym gościem. Witając się z córką, przedstawia jej swój plan oddania jej ręki Holendrowi, a Senta nie waha się ani chwili wypełnić go.

### Akt III
Podczas gdy na statku Dalanda marynarze śpiewają wesoło (chór marynarzy: Steuermann! Laß die Wacht! Steuermann! her zu uns! Ho! He! Je! Ha! pol. Sterniku, porzuć wachtę! Sterniku, chodź do nas!...), statek widmo jest ponury i cichy. Nagle zrywa się wiatr i ciemne chmury gromadzą się wokół niego, woda zaczyna się burzyć. Marynarze Holendra tułacza wzywają swego dowódcę ponurymi słowami pieśni. Tymczasem Eryk próbuje odwieść Sentę od powziętej decyzji poślubienia żeglarza. Jego słowa wspominające dawne dni przypadkiem słyszy Holender. Źle je sobie tłumacząc, uznaje, że Senta to kolejna kobieta, która go zdradziła. Wchodzi na pokład swego statku i odbija od brzegu. Dziewczyna, zrozpaczona jego odejściem, rzuca się ze skały w morze. W tej samej chwili piorun uderza w odpływający statek widmo, a przeklęty żeglarz w śmierci znajduje ukojenie i koniec cierpień.
Zakończenie opery to apoteoza niezwykłej pary: Senty i Holendra, którzy wyłaniają się z morskich fal złączeni uściskiem i wznoszą się ku niebu.

## Historia utworu
W operze dają się słyszeć niewielkie wpływy oper włoskich i romantycznej opery francuskiej, jednak z całą pewnością jest to dzieło świadczące o niepospolitej indywidualności jego twórcy. Wagner określonym postaciom i sytuacjom przypisuje tutaj konkretne motywy przewodnie, którą to zasadę stosował będzie również w swych kolejnych dziełach.
Libretto opery oparte jest na jednym z opowiadań Heinego, opisującego jedną z legend skandynawskich. Opowiada o przeklętym żeglarzu skazanym na tułaczkę po morzach, do czasu aż znajdzie kobietę, która pokocha go prawdziwą miłością i zostanie mu wierną po grób.
Uwertura jest pełna grozy i tajemniczości. Zadaniem orkiestry jest odmalowanie dźwiękami szalejącej na morzu burzy. Z pojawiającym się na tym tle motywem tajemniczego żeglarza Holendra kontrastuje motyw miłości i poświęcenia Senty.
Prapremiera miała miejsce 2 stycznia 1843 roku w Dreźnie, a polska premiera odbyła się w Teatrze Miejskim Lwowie 6 lutego 1902 roku.